# Ambroise Thomas
Ambroise Thomas (født 5. august 1811 i Metz, død 12. februar 1896 i Paris) var en fransk komponist.
Thomas studerede ved konservatoriet i Paris, hvor han var elev hos Friedrich Kalkbrenner, Victor Dourlen, Pierre Zimmermann og Jean-François Lesueur. I 1832 fik han kunstnerstipendiet Prix de Rome for kantaten Hermann og Ketty og opholdt sig tre år i Italien. Derefter levede han som operakomponist i Paris og var fra 1871 direktør for konservatoriet.
Foruden nitten operaer, hvoraf de mest fremgangsrige var Hamlet og Mignon (med uropførelse 17. november 1866 på Opéra-Comique i Paris), komponerede Thomas en ballet, to kantater, et requiem, kammermusikalske værker, motetter, canzoner og mandskvartetter.